# مدرسه شریعتمدار
مدرسه شریعتمدار مربوط به دوره قاجار است و در سبزوار، خیابان بیهق، کوچه سروستان واقع شده و این اثر در تاریخ ۱۰ خرداد ۱۳۸۲ با شمارهٔ ثبت ۸۹۶۴ به‌عنوان یکی از آثار ملی ایران به ثبت رسیده است.
بانی احداث این مدرسه میرزا ابراهیم علوی بود که در سال ۱۳۸۲ قمری در شهر سبزوار متولد شد. پس از مراجعت از سفر حج به عتبات عالیات رفت و از محضر آخوند خراسانی و سید محمد کاظم طباطبایی یزدی (صاحب کتاب عروه‌الوثقی) استفاده نمود و در سال ۱۳۴۱ قمری به سبزوار مراجعت کرد و همواره مورد توجه عموم مردم بود و سرانجام در سال ۱۳۶۶ قمری درگذشت. وی را در خیابان بیهق و مقبره‌ای که همجوار مدرسه‌اش بود دفن کردند. مقبره وی اکنون محل پایگاه مقاومت بسیج شهید شجیعی و در مرکز شهر سبزوار است.

## نگارخانه

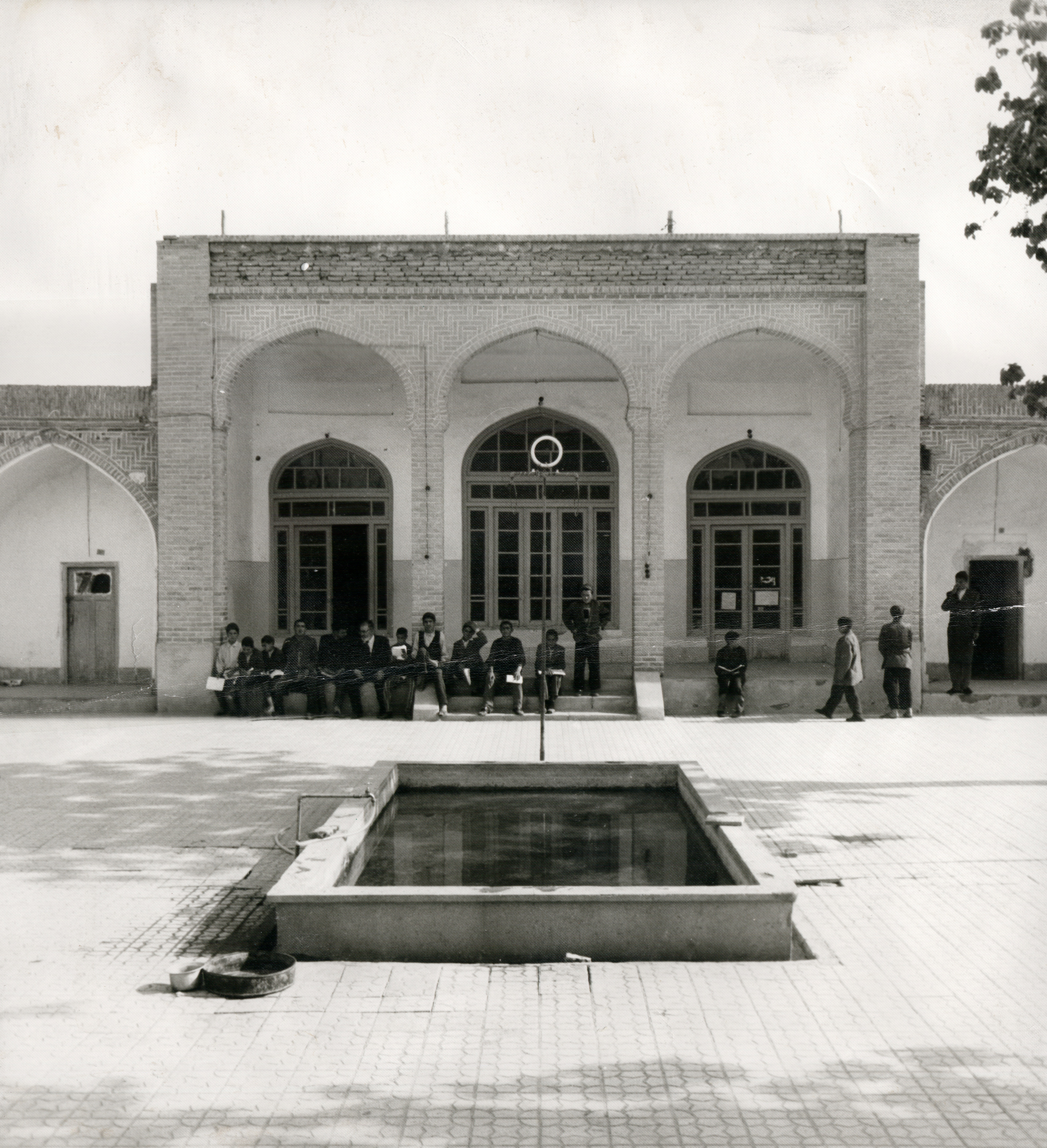
تصویر قدیمی مدرسه شریعتمدار
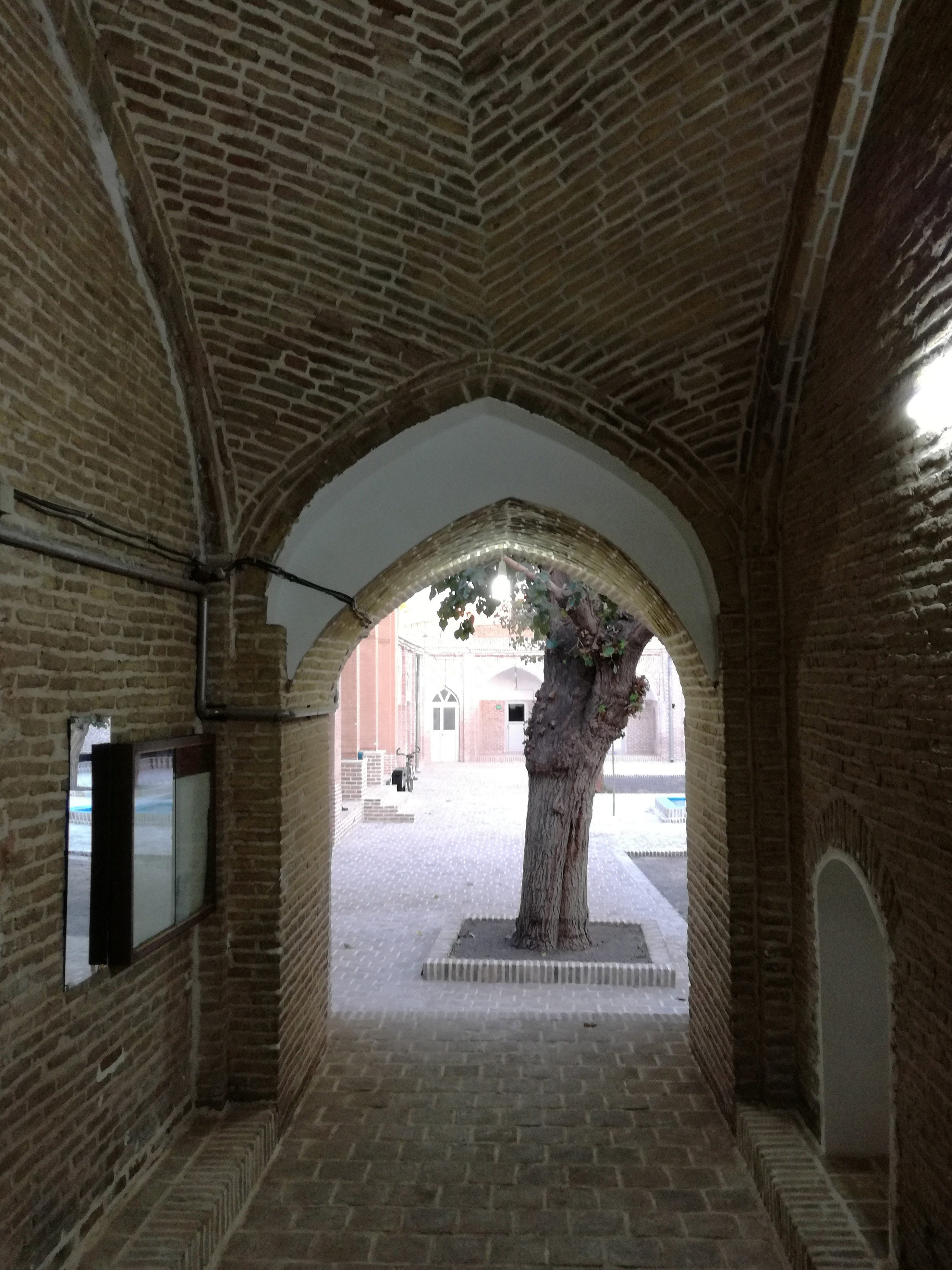
ورودی مدرسه